# Husby Kirke (Sydslesvig)
 For alternative betydninger, se Husby Kirke. (Se også artikler, som begynder med Husby Kirke)
Husby Kirke er en kirke beliggende i landsbyen Husby få kilometer øst for Flensborg i Angel. Kirken er viet til Sankt Vincentius.
Den romanske kirke blev opført af granitkvadre i 1100-tallet. Kirkens gotiske tårn kom til i 1400-tallet. I 1600-tallet blev kor og apsis nedrevet og kirkskibet blev udvidet til en langhuskirke. I det inde har kirken fladt bjælkeloft. Døbefonten af granit med fabeldyr dateres til omkring 1200. Løver og drager på døbefontens fod knyttes til den old-nordiske stil. Syd for korbuen findes en træfigur fra omkring 1240 af Mikael dragedræber. Ved siden findes figurer af Vor Frue med barn og Sankt Vincentius fra 1400-tallet. Prædikestolen er fra 1691. Altertavlen blev udført af snedker Hansen fra Undevadskov i 1786. I forbindelse med en større ombygning i 1700-tallet opførtes pulpituret. Orglet er fra 1984.
Kirkebygningen hører i dag under den nordtyske lutherske landskirke.